# Edževit Mahmutović
Edževit Mahmutović (ur. w 1977) – kosowski lekkoatleta, który specjalizował się w rzucie oszczepem. 
Rekord życiowy: 56,20 (10 lipca 2005, Mitrowica) – rezultat ten jest aktualnym rekordem Kosowa.